# Gerhard Schneider (Theologe, 1926)
Gerhard Schneider (* 15. Juni 1926 in Trier; † 22. November 2004 in Bochum) war ein deutscher Neutestamentler.

## Leben
In Illingen (Saar) war er Kaplan und in Nonnenwerth Rektor und Religionslehrer. Der Schüler Rudolf Schnackenburgs lehrte er von 1968 bis 1988 als Professor für Neues Testament an der Ruhr-Universität Bochum.
Gerhard Schneider war Mitglied im Ökumenischen Arbeitskreis evangelischer und katholischer Theologen (ÖAK), auch Jaeger-Stählin-Kreis genannt.
Schneider ist im Priestergrab auf dem Hauptfriedhof Bochum begraben.
Einer seiner Assistenten in Bochum war in den 1970er Jahren Walter Radl.

## Werke (Auswahl)
- Neuschöpfung oder Wiederkehr? Eine Untersuchung zum Geschichtsbild des Bibel. Patmos-Verlag, Düsseldorf 1961, OCLC 742348916 (zugleich Dissertation, Theologische Fakultät Trier 1959).
- Der Brief an die Galater (= Geistliche Schriftlesung. Erläuterungen zum Neuen Testament für die geistliche Lesung . Band 9).  Patmos-Verlag, Düsseldorf 1964, OCLC 821186790.
  - Der Brief an die Galater (= Geistliche Schriftlesung. Erläuterungen zum Neuen Testament für die geistliche Lesung . Band 9). St.-Benno-Verlag, Leipzig 1964, OCLC 1073242150.
- Verleugnung, Verspottung und Verhör Jesu nach Lukas 22, 54-71. Studien zur lukanischen Darstellung der Passion (= Studien zum Alten und Neuen Testament. Band 22). Kösel, München 1969, OCLC 589948850 (zugleich Habilitationsschrift, Würzburg 1967).
- Das Evangelium nach Lukas (=  Ökumenischer Taschenbuchkommentar zum Neuen Testament. Band 3). Gütersloher Verl.-Haus Mohn, Gütersloh 1977.
  - 1. Teil. Kapitel 1 - 10. ISBN 3-579-04830-9.
  - 2. Teil. Kapitel 11 - 24. ISBN 3-579-04831-7.
- Die Apostelgeschichte (= Herders theologischer Kommentar zum Neuen Testament. Band 5). Herder, Freiburg im Breisgau/Basel/Wien.
  - 1. Teil. Einleitung, Kommentar zu Kapitel 1,1 - 8,40. 1980, ISBN 3-451-17547-9.
  - 2. Teil. Einleitung, Kommentar zu Kapitel 9,1 - 28,31. 1982, ISBN 3-451-19381-7.